# Eulepidotis regina
Eulepidotis regina är en fjärilsart som beskrevs av Druce 1889. Eulepidotis regina ingår i släktet Eulepidotis och familjen nattflyn. Inga underarter finns listade i Catalogue of Life.